# 371-й гвардейский самоходно-артиллерийский полк
371-й гвардейский самоходно-артиллерийский полк — воинское подразделение Вооружённых Сил СССР в Великой Отечественной войне.

## История
Полк формировался с 19.01.1944 года в Московском военном округе, в посёлке Мамонтовка Пушкинского района Московской области.
В составе действующей армии с 15.06.1944 по 24.11.1944 и с 30.12.1944 по 09.05.1945.
На вооружении полка находились самоходные артиллерийские установки СУ-76.
Вошёл в состав 99-й гвардейской стрелковой дивизии.
14.06.1944 года разгрузился на станции Оять.
C 21.06.1944 года участвует в Свирско-Петрозаводской операции. Был выведен на берег реки Свирь для стрельбы прямой наводкой по целям, обнаруживших себя после артиллерийской подготовки. Переправился через Свирь на понтонах к 13:00 22.06.1944.
В августе 1944 года выведен из состава дивизии, спешно переброшен в Псков, откуда пошёл в наступление в общем направлении на Ригу.
После взятия Риги в ноябре 1944 года отправлен в резерв, был пополнен и направлен на Магнушевский плацдарм на Висле южнее Варшавы откуда пошёл в наступление с частями армии 23.02.1945 участвует в освобождении Познани.
В ходе Берлинской операции 23.04.1945 участвует во взятии города Кёпеник, затем ведёт бои непосредственно в правительственных кварталах Берлина.

## Полное наименование
- 371-й гвардейский самоходно-артиллерийский Познанский Краснознамённый ордена Суворова полк

## Укомплектованность
Полк был укомплектован по штату № 010/484 1943 года
- Личного состава — 225
- СУ–76М — 21
- БА–64 — 1
- Автомашин ЗИС-5 — 20.
- ГАЗ–АА — 20
- Ремонтная летучка ГАЗ-М — 1.
- Походная зарядная станция — 1.
- Водомаслогрейка — 2.
- Автокухня — 2.
- Додж — 1.
- Виллис — 1.
- Тракторы — 2.
- Мотоциклы — 5.
- Бензовоз — 1.

## Подчинение
| Дата            | Фронт (округ)             | Армия                 | Корпус                             | Дивизия                             | Бригада | Примечания |
| --------------- | ------------------------- | --------------------- | ---------------------------------- | ----------------------------------- | ------- | ---------- |
| 01.02.1944 года | Московский военный округ  | -                     | -                                  | -                                   | -       | -          |
| 01.03.1944 года | Московский военный округ  | -                     | -                                  | -                                   | -       | -          |
| 01.04.1944 года | Московский военный округ  | -                     | -                                  | 99-я гвардейская стрелковая дивизия | -       | -          |
| 01.05.1944 года | Московский военный округ  | -                     | -                                  | 99-я гвардейская стрелковая дивизия | -       | -          |
| 01.06.1944 года | Московский военный округ  | -                     | -                                  | 99-я гвардейская стрелковая дивизия | -       | -          |
| 01.07.1944 года | Карельский фронт          | 7-я армия             | 37-й гвардейский стрелковый корпус | 99-я гвардейская стрелковая дивизия | -       | -          |
| 01.08.1944 года | Карельский фронт          | 7-я армия             | 37-й гвардейский стрелковый корпус | 99-я гвардейская стрелковая дивизия | -       | -          |
| 01.09.1944 года | 3-й Прибалтийский фронт   | 1-я ударная армия     | -                                  | -                                   | -       | -          |
| 01.10.1944 года | 3-й Прибалтийский фронт   | 61-я армия            | -                                  | -                                   | -       | -          |
| 01.11.1944 года | Ленинградский фронт       | 67-я армия            | -                                  | -                                   | -       | -          |
| 01.12.1944 года | Белорусский военный округ | -                     | -                                  | -                                   | -       | -          |
| 01.01.1945 года | 1-й Белорусский фронт     | 8-я гвардейская армия | -                                  | -                                   | -       | -          |
| 01.02.1945 года | 1-й Белорусский фронт     | 8-я гвардейская армия | -                                  | -                                   | -       | -          |
| 01.03.1945 года | 1-й Белорусский фронт     | 8-я гвардейская армия | -                                  | -                                   | -       | -          |
| 01.04.1945 года | 1-й Белорусский фронт     | 8-я гвардейская армия | -                                  | -                                   | -       | -          |
| 01.05.1945 года | 1-й Белорусский фронт     | 8-я гвардейская армия | -                                  | -                                   | -       | -          |

## Командиры
- Кибаль Виктор Андреевич, майор

## Награды и наименования
| Награда                    | Дата       | За что получена |
| -------------------------- | ---------- | --- |
| Орден Красного Знамени     | 19.02.1945 | за образцовое выполнение заданий командования в боях с немецкими захватчиками при прорыве обороны немцев южнее Варшавы и проявленные при этом доблесть и мужество       |
| «Познанский»               | 05.04.1945 | за отличие в боях за овладение городом Познань |
| Орден Суворова III степени | 11.06.1945 | за образцовое выполнение заданий командования в боях с немецкими захватчиками при овладении столицей Германии городом Берлин и проявленные при этом доблесть и мужество |